# Staatslijn
Die Staatslijnen sind die am 18. August 1860 genehmigten Bahnstrecken in den Niederlanden.
Sie bekamen die Buchstaben von A bis I, sowie K:
- Staatslijn A: Bahnstrecke Arnhem–Leeuwarden
- Staatslijn B: Bahnstrecke Harlingen–Nieuwe Schans
- Staatslijn C: Bahnstrecke Meppel–Groningen
- Staatslijn D: Bahnstrecke Zutphen–Glanerbeek
- Staatslijn E: Bahnstrecke Breda–Eindhoven, Bahnstrecke Venlo–Eindhoven, Bahnstrecke Maastricht–Venlo
- Staatslijn F: Bahnstrecke Roosendaal–Vlissingen
- Staatslijn G: Bahnstrecke Viersen–Venlo
- Staatslijn H: Bahnstrecke Utrecht–Boxtel
- Staatslijn I: Bahnstrecke Breda–Rotterdam
- Staatslijn K: Bahnstrecke Nieuwediep–Amsterdam